# Georg Klein
Georg Klein (en húngaro, Klein György; conocido en fuentes en inglés como George Klein) (28 de julio de 1925–10 de diciembre de 2016) fue un microbiólogo e intelectual húngaro-sueco. Especializado en investigación oncológica, fue profesor de biología tumoral en el Instituto Karolinska de Estocolmo entre 1957 y 1992, ocupó una cátedra creada para él, y siendo profesor emérito siguió trabajando como líder de proyecto de investigación en el centro de microbiología y biología tumoral. Según la revista Nature, el departamento que fundó Klein era «internacional e influyente». En los años 60, él y su mujer, Eva Klein, «sentaron las bases de la inmunología tumoral moderna».
Además de tener publicados al menos 1385 artículos sobre investigación oncológica e investigación celular experimental, Klein escribió 13 libros en sueco sobre diversos temas, incluyendo ensayos sobre el holocausto en Hungría. En 1944, escapó de ser cargado en un tren en Budapest durante la deportación de los judíos al campo de concentración de Auschwitz.
Ha recibido numerosos premios por su obra científica, como el Premio Leopold Griffuel en 1974, el Premio Harvey en 1975 y el Premio Alfred P. Sloan Jr. en 1979. En 1990 la Academia Sueca le otorgó el Premio Dobloug por su contribución literaria.

## Biografía

### Primeros años
Con el nombre húngaro de György, nació en el seno de una familia judía en los Montes Cárpatos, en la parte hungaroparlante de lo que hoy corresponde al este de Eslovaquia. Con cinco años, su familia se mudó a Budapest. Allí, György asistió al gymnasium Berzsenyi.

### Holocausto en Hungría
Klein escribió en Pietà y otras obras sobre su vivencia del Holocausto durante su juventud en Budapest, después de la invasión alemana de Hungría en marzo de 1944. Entre mayo y julio de 1944, 437 000 judíos húngaros fueron deportados en trenes de ganado al campo de concentración de Auschwitz para ser «reasentados», según los alemanes. En realidad, la mayoría fueron enviados a las cámaras de gas.
En mayo o junio de 1944, Klein trabajaba como secretario para el Consejo Judío en la calle Sip de Budapest. Su jefe le mostró una copia del Informe Vrba-Wetzler, un testimonio de lo que estaba sucediendo en Auschwitz con detalles sobre las cámaras de gas. Los autores, Rudolf Vrba y Alfréd Wetzler, habían escapado del campo de concentración en abril de ese año. Advertían en el informe de que la mayoría de los deportados que llegaban al campo estaban siendo asesinados, y no reasentados.
Klein trató de advertir a su familia y amigos, pero nadie le hizo caso. Cuando llegó el momento de subir a uno de los trenes, en vez de ello, huyó y acabó escondiéndose en un sótano hasta enero de 1945.

### Traslado a Suecia

#### Instituto Karolinska

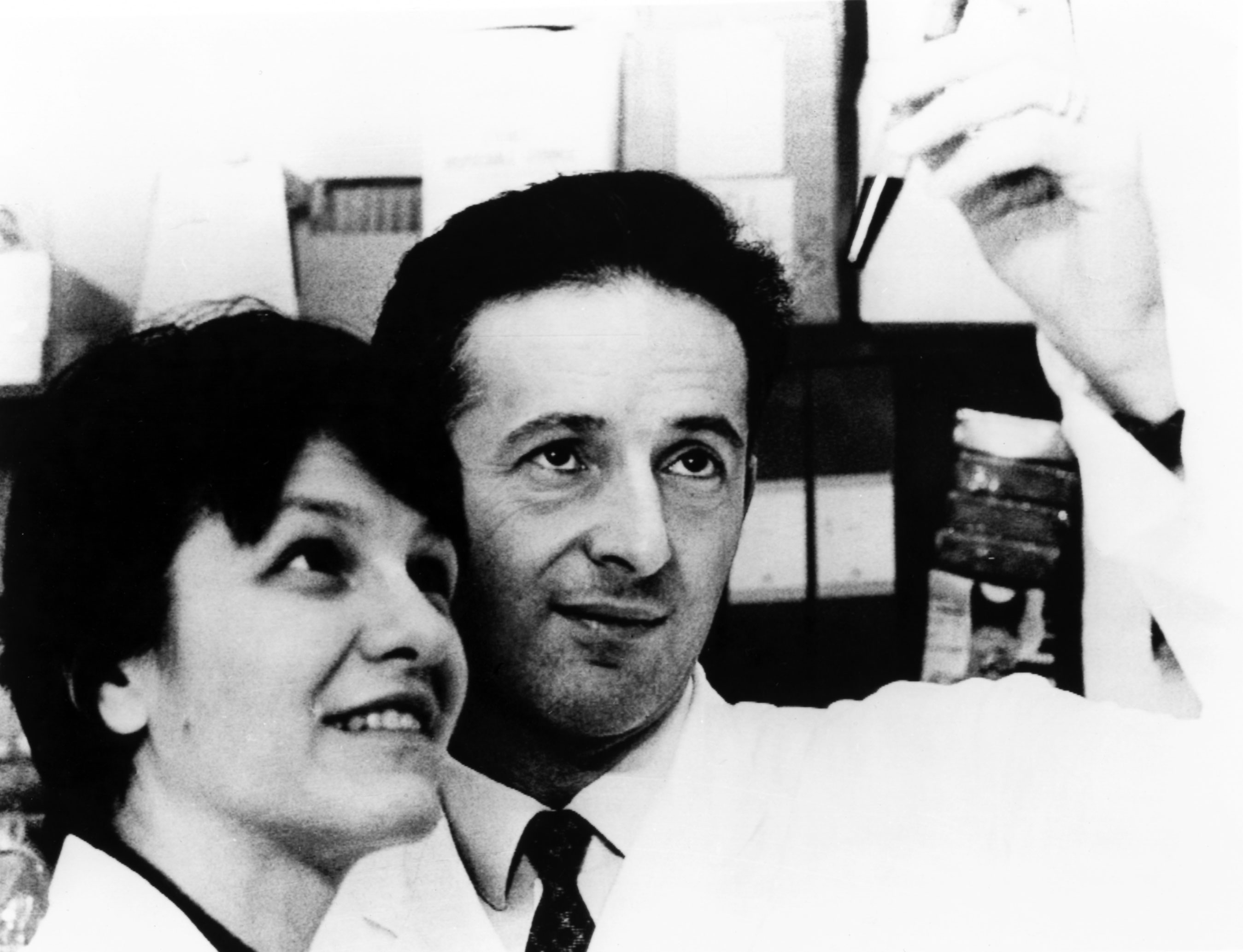
Eva y Georg Klein en 1979

Una vez terminada la guerra, Klein y un amigo viajaron a Szeged, una ciudad situada a 300 km de Budapest, para comprobar si su universidad seguía en funcionamiento, ya que la de Budapest, entonces conocida como la Universidad Pázmány Péter, había quedado desierta. Caminaron e hicieron autoestop hasta llegar a Szeged el 4 de febrero de 1945. La Universidad de Szeged seguía funcionando, y Klein fue admitido como estudiante. Estudió medicina en Szeged durante tres meses para luego continuar sus estudios en Budapest.
Klein trabajó como instructor de histología y patología en la Universidad Pázmány Péter entre 1945 y 1947. Fue trabajando allí, en julio de 1947, donde conoció a su futura mujer, Eva Fischer. Poco después de conocerla, él y un grupo de estudiantes fueron invitados por una asociación judía de estudiantes a Suecia a visitar Estocolmo y Gotemburgo, donde Klein conoció el Instituto Karolinska. Después de hablar con Torbjörn Caspersson, consiguió un trabajo como asistente de investigación. Regresó a Budapest en septiembre de 1947 y contrajo matrimonio con Eva. Ella se reunión finalmente con él en Estocolmo en marzo de 1948, poco antes de proclamarse la República Popular de Hungría.
Klein completó su doctorado en Medicina en el Instituto Karolinska en 1951 y ocupó el puesto de profesor asistente de investigación celular entre 1951 y 1957. Eva Klein también se doctoró en medicina en el Instituto Karolinska en 1955. En 1957, Klein fue ascendido a profesor de biología tumoral, una cátedra creada para él, y él y su mujer crearon el Departamento de Biología Tumoral con la ayuda de una organización benéfica sueca, Riksföreningen mot cancer. Klein dirigió el departamento hasta 1993, y posteriormente lideró su grupo de investigación.

#### Investigación oncológica
En 1960, los Klein publicaron un importante artículo en la revista Cancer Research, Demonstration of Resistance against Methylcholanthrene-induced Sarcomas in the Primary Autochthonous Host («Demostración de la resistencia contra sarcomas inducidos por metilcolantreno en el huésped autóctono primario»). El artículo mostraba, tal como escribió Pramod K. Srivastava, que «los tumores podían provocar inmunidad protectora contra sí mismos en huéspedes singénicos, y que esta inmunidad era específica para el tumor individual». Según el obituario de Klein en Nature, los investigadores entonces creían que los cánceres llevaban «un antígeno común que el sistema inmune podía reconocer. Los Klein y sus colegas utilizaron un carcinógeno químico para inducir tumores en ratones, los extirparon quirúrgicamente e inmunizaron los animales con células irradiadas de sus propios tumores. A continuación, el grupo inoculó células cancerosas viables en ratones y demostraron que el sistema inmune solo rechazarían las células cancerosas si provenían del tumor original. Esto clarificó el campo: el sistema inmune podía reconocer y rechazar los cánceres de una forma que era específica para cada individuo».
Klein posteriormente relacionó el virus de Epstein-Barr con los linfomas y otros cánceres. Fue responsable, junto con Henry Harris, de establecer el «fenómeno de la supresión de tumores ... mediante la técnica de la hidratación de células somáticas».

### Vida personal
Georg y Eva tuvieron tres hijos: un hijo matemático y dos hijas, una médico y la otra dramaturga. Georg Klein murió el 20 de diciembre de 2016, con 91 años.

## Premios y reconocimientos
Klein recibió numerosos premios y doctorados honorarios por su investigación y sus contribuciones literarias. En noviembre de 2003, Sveriges Television emitió un documental sobre él, Georg Klein, de Ulf von Strauss.
Fue galardonado con:
| - (1974) Premio Leopold Griffuel - (1975) Premio Harvey - (1979) Premio Alfred P. Sloan Jr. - (1990) Premio Dobloug - (1996) Premio Kaposi, 1996 - (1997) Premio Chester Stock, Memorial Sloan Kettering Cancer Center - (1998) Orden Nacional al Mérito de la República de Colombia | - (1998) Medalla de oro Robert Koch - (1998) Instituto de Virología Humana, Premio a la Trayectoria Profesional]] - (1999) Premio de la Fundación Brupbacher, Zürich - (2002) Premio Ingemar Hedenius - (2010) Galardón Real de la Academia Sueca - (2015) Premio Gerard Bonnier |